# Цион
Вижте пояснителната страница за други значения на Сион.
Цион (на иврит: צִיּוֹן) или Сион е хълм в град Йерусалим, Израел, разположен непосредствено извън стените на Стария град. Наименованието се използва често и като синоним на града Йерусалим или на целия Ерец Израел.